# Tina Desai
Tina Desai (Bangalore, 24 febbraio 1987) è un'attrice e modella indiana.
Ha fatto il suo debutto internazionale nel film Marigold Hotel. È conosciuta per aver interpretato Kala Dandekar, uno degli otto personaggi principali della serie televisiva Sense8.

## Filmografia parziale

### Cinema
- Yeh Faasley, regia di Yogesh Mittal (2011)
- Sahi Dhandhe Galat Bande (Sahi Dhandhe Galat Bande), regia di Parvin Dabas (2011)
- Marigold Hotel (The Best Exotic Marigold Hotel), regia di John Madden (2012)
- Cocktail, regia di Homi Adajania (2012)
- Table No. 21, regia di Aditya Datt (2013)
- Sharafat Gayi Tel Lene, regia di Gurmmeet Singh (2015)
- Ritorno al Marigold Hotel (The Second Best Exotic Marigold Hotel), regia di John Madden (2015)
- Dussehra, regia di Manish Vatsalya (2016)

### Televisione
- Sense8 – serie TV, 25 episodi (2015-2018)

### Doppiatore
- Il trenino Thomas - La grande corsa, regia di David Stoten (2016)

## Doppiatrici italiane
Nelle versioni in italiano dei suoi film, Tina Desai è stata doppiata da: 
- Letizia Scifoni in Marigold Hotel, Ritorno al Marigold Hotel
- Isabella Benassi in Sense8